# Florentino Andueza
Florentino Andueza y Senosiain (f. 1919) fue un periodista y político español.

## Biografía
En 1901 comenzó a publicarse bajo su dirección El Noticiero de Madrid. Andueza, que también dirigió el periódico El Cortador, fue candidato a concejal del Ayuntamiento de Madrid por el distrito de La Inclusa en las elecciones municipales de 1915, con la conjunción republicano-socialista. Formó parte del partido radical de Lerroux. Falleció en Madrid hacia comienzos del mes de noviembre de 1919.